# Pago Pago, île enchantée
Pour plus de détails, voir Fiche technique et Distribution.
Pago Pago, île enchantée (South of Pago Pago) est un film américain  en noir et blanc réalisé par Alfred E. Green, sorti en 1940.

## Synopsis
Dans les années 1880, un groupe d'aventuriers cherche des perles dans les îles du Pacifique : Bucko Larson, Ruby Taylor, Williams et Foster. Ils arrivent sur une île. Ruby est désirée par Kehane, le fils du chef. Ses amis l'utilisent pour voler des perles de l'île.

## Fiche technique
- Titre français : Pago Pago, île enchantée
- Titre original : South of Pago Pago
- Réalisation : Alfred E. Green
- Scénario : George Bruce, Kenneth Gamet
- Producteur : Edward Small Productions
- Société de distribution :	United Artists
- Photographie : John J. Mescall
- Musique : Edward Ward
- Montage : Ray Curtiss
- Format : noir et blanc - 1,37:1 - 35 mm - son mono (Western Electric Sound System)
- Genre : film d'aventures
- Durée : 98 minutes
- Dates de sortie: 
  - États-Unis : 19 juillet 1940
  - France : 1er juin 1949
  - Mexique : 19 octobre 1940

## Distribution
- Victor McLaglen : Bucko Larson
- Jon Hall : Kehane
- Frances Farmer : Ruby Taylor
- Olympe Bradna : Malia
- Gene Lockhart : Lindsay
- Douglass Dumbrille : Williams
- Francis Ford : Foster
- Ben Welden : Grimes
- Abner Biberman : Manuel Ferro
- Pedro de Cordoba : Chef
- Rudy Robles : Luna

## Production
Le film a été tourné à Long Beach en Californie et à Hawaï, avec des prises de vue dans les îles Samoa.